# Bibio caffer
Bibio caffer är en tvåvingeart som beskrevs av Friedrich Hermann Loew 1866. Bibio caffer ingår i släktet Bibio och familjen hårmyggor. Inga underarter finns listade i Catalogue of Life.